# 1438 هـ
1438 هي سنة في التقويم الهجري امتدت مقابلةً في التقويم الميلادي بين سنتي 2016 و2017.
 ويقابل بدايته في التقويم الميلادي 2 أكتوبر 2016.

## أحداث
- 15 محرم:
  - انطلاق معركة الموصل بين قوات الجيش العراقي والبيشمركة والتحالف الدولي ضد تنظيم الدولة الإسلامية.[5]
- 16 محرم:
  - انطلاق شينزو 11، المهمة الفضائية المأهولة السادسة لجمهورية الصين الشعبية.[6]
- 8 صفر:
  - الانتخابات الرئاسية في الولايات المتحدة.
- 9 صفر:
  - انتخاب دونالد ترامب الرئيس ال45 للولايات المتحدة الأمريكية.[7]

- 8 ربيع الأول:

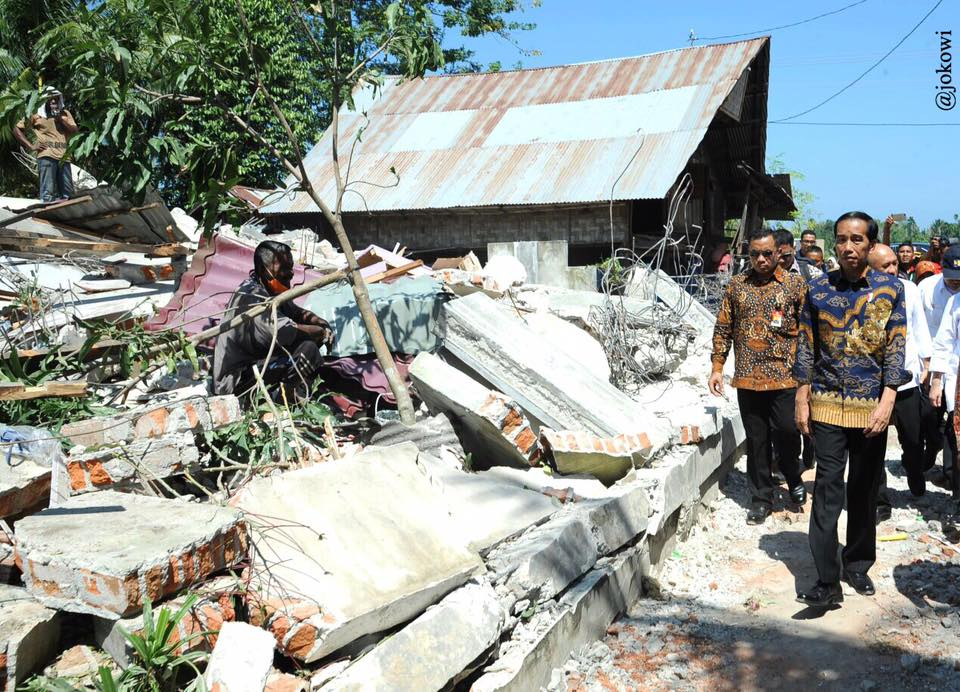
الرئيس الإندونيسي جوكو ويدودو يتفقد منطقة آتشيه بعد تعرضها لزلزال قوي.

  - وفاة 97 شخصاً وإصابة 1,270 آخرين على الأقل جراء زلزال ضرب إقليم آتشيه شمال غرب إندونيسيا.[8]
  - تحطم طائرة تابعة للخطوط الجوية الدولية الباكستانية رحلة رقم 661 أدى إلى مصرع جميع من كان على متنها والبالغ عددهم 47 شخصاً.[9]
- 10 ربيع الأول:
- الإعلان عن سحب الثقة عن الرئيسة الكورية باك غن هي لتنتقل السلطة إلى رئيس الوزراء هوانج كيو آن.[10]
- 11 ربيع الأول:
  - مقتل 38 شخصاً وإصابة 166 آخرين جراء تفجيرين انتحاريين في بشكطاش وسط مدينة إسطنبول التركية.[11]
  - مصرع 160 شخصًا وجرح أكثر من 200 آخرين بحادث انهيار سقف كنيسة بمدينة أويو في ولاية أكوا أيبوم بجنوب نيجيريا.[12]
- 12 ربيع الأول:
  - مقتل 25 شخصاً وإصابة 49 آخرين جراء تفجير كاتدرائية القديس مرقس القبطية بمنطقة العباسية في القاهرة.[13]
  - افتتاح نفق قاعدة غوتارد في سويسرا للسير.
- 20 ربيع الأول:
  - اغتيال أندريه كارلوف، السفير الروسي في تركيا جراء تعرضه لهجوم مسلح في أنقرة.
  - مقتل 12 شخص وإصابة 49 آخرين في هجوم بالدهس استهدف سوقًا مزدحمة بالعاصمة الألمانية برلين في أيام عيد الميلاد.[14]
- 26 ربيع الأول:
  - تحطم طائرة عسكرية روسية من طراز توبوليف تو 154 كانت تحمل 92 شخصا متوجهة إلى سوريا ومصرع جميع من كان على متنها.[15]
- 1 ربيع الآخر:
  - نهاية عقد إيجار جزيرة دييغو غارسيا من الولايات المتحدة.
- 3 ربيع الآخر:
  - هجوم مسلح على ملهى ليلي بمدينة إسطنبول يخلف 39 قتيل ووقوع 65 جريحاً.
- 16 ربيع الآخر:
  - انطلاق كأس الأمم الأفريقية لكرة القدم 2017 المنظمة في الغابون.
- 21 ربيع الآخر:
  - انهيار مبنى بلاسكو إثر حريق هائل يُسفِر عن مقتل 20 رجل إطفاء وإصابة 70 آخرين في العاصمة طهران.[16]
- 22 ربيع الآخر:
  - نهاية حكم باراك أوباما ونائبة جو بايدن وتنصيب دونالد ترامب ومايك بنس كرئيس ونائب رئيس الولايات المتحدة الأمريكية.
- 23 ربيع الآخر:
  - مقتل 41 شخص واصابة 66 اخرين جراء حادث قطار كونيرو في الهند.
  - التدخل العسكري في غامبيا لإجبار الرئيس الغامبي يحيى جامع على ترك وتسليم السلطة للرئيس آداما بارو.[17]
- 29 ربيع الآخر:
  - توقيع الرئيس الأمريكي دونالد ترامب قانون حماية الأمة.[18]
- 2 جمادى الأولى:
  - مقتل 6 أشخاص وجرح 17 أخرين إثر إطلاق نار بعد انتهاء صلاة العشاء في المركز الثقافي الإسلامي في مدينة كيبك الكندية.
- 3 جمادى الأولى:
  - قمة أديس أبابا تُسفِر عن عودة المغرب رسميا للاتحاد الأفريقي بعد تأييد 40 دولة لعودته.
- 6 جمادى الأولى:
  - الهجوم على متحف اللوفر في باريس.[19]
- 8 جمادى الأولى:
  - فوز منتخب الكاميرون لكرة القدم كأس الأمم الأفريقية لكرة القدم 2017 للمرة الخامسة بعد فوزة علي منتخب مصر لكرة القدم.
- 9 جمادى الأولى:
  - الكنيست الإسرائيلي يقر قانون تبييض المستوطنات الذي يضفي الشرعية على المستوطنات المقامة على أراض مملوكة لفلسطينيين، وذلك بتأييد 60 عضوًا ومعارضة 52.
- 11 شعبان:
  - فوز إيمانويل ماكرون في الانتخابات الرئاسية الفرنسية 2017 بنسبة 66.1% مُقابل 33.9% لمنافسته مارين لوبن.
- 14 شعبان:
  - فوز مون جيه إن في الانتخابات الرئاسية الكوريَّة الجنوبيَّة 2017 بِنسبة 41.08% من الأصوات.
- 16 شعبان:
  - هجوم واناكراي الإلكتروني يوقع أكثر من 230 ألف جهاز إلكتروني حول العالم.
- 19 ذو القعدة:
  - حادث تصادم قطارين في الإسكندرية يودي بحياة 41 شخصاً وإصابة 132 آخرين.[20]
- 22 ذو القعدة:
  - مصرع أكثر من 300 شخص وتشريد أكثر من 3000 شخص جراء فيضانات وانهيارات طينية في عاصمة سيراليون فريتاون.
  - مجلس العموم يُعلن توقف ساعة بيغ بن التاريخيَّة عن العمل لمُدَّة 4 سنوات بسبب أعمال الترميم والإصلاح، بعد 157 سنة من العمل المُتواصل.
- 25 ذو القعدة:
  - مقتل 13 شخصًا على الأقل وإصابة ما لا يقل عن 80 آخرين جراء حادث دهس للمارة في شارع لارامبلا في مدينة برشلونة الإسبانية.
- 26 ذو القعدة:
  - مقتل شخصين وإصابة عشرة آخرين بسبب حادثة طعن قام بها شاب مغربي في مدينة توركو الفنلندية.
- 27 ذو القعدة:
  - مصرع 23 شخصًا على الأقل وإصابة 156 آخرين في حادث انحراف قطار عن مساره في مدينة أوتار براديش في الهند.
- 28 ذو القعدة:
  - السعودية تعلن البدء بِخصخصة 10 قطاعات اقتصاديَّة في الدولة من بينها قطاع الحج والعُمرة ضمن مخطط رُؤية 2030 الهادفة لتنويع الاقتصاد السعودي.
- 29 ذو القعدة:
  - كُسوف شمسي كُلّي يحدث فوق الولايات الأمريكية المتجاورة لأول مرة منذ عام 1918.
- 3 ذو الحجة:
  - مقتل 28 شخصًا على الأقل في اندلاع أعمال شغب في ولاية هاريانا بِالهند، بعد إدانة الزعيم السيخي «كرميت رام رحيم سينغ» بِتُهمة الاغتصاب.
- 4 ذو الحجة:
  - «التحالف العربي» يُقر بمقتل مدنيين وأطفال في غارة على صنعاء بسبب وجود «خطأ تقني».
- 19 ذو الحجة:
  - إعصار إيرما، أقوى إعصارٍ يشهده إقليم الكاريبي في التاريخ المُسجَل، يضرب ولاية فلوريدا الأمريكية بعدما ألحق أضراراً بالغة في جزر الكاريبي.
- 21 ذو الحجة:
  - شركة أبل تكشف النقاب عن هاتفي الآي فون X والآي فون 8.
- 22 ذو الحجة:
  - الجمعية العمومية للجنة الأولمبية الدولية تقرر إسناد شرف تنظيم دورتي الألعاب الصيفية: 2024 لمدينة باريس و2028 لمدينة لوس أنجلوس.
  - فوز حليمة يعقوب بِرئاسة سنغافورة بعد اعتبارها المُرشَّح الوحيد المُؤهَّل لِهذا المنصب، لِتُصبح بذلك أوَّل امرأة تتولَّى رئاسة دولتها.
- 23 ذو الحجة:
  - مقتل 84 شخصا على الأقل وإصابة 93 آخرين في هجومين استهدفا مطعمًا على أطراف مدينة الناصرية جنوب العراق.
- 24 ذو الحجة:
  - إنهاء مُهمة مسبار كاسيني-هويجنز في نظام زحل عن طريق إرساله طوعًا إلى قلب غلاف زحل الجوي.
  - وقوع تفجير في محطة بارسونز غرين في العاصمة البريطانية لندن يسفر عن إصابة 22 شخصًا على الأقل.
- 25 ذو الحجة:
  - المنتخب التونسي يفوز بالدورة 29 من بطولة أمم أفريقيا لكرة السلة وذلك أمام حامل اللقب منتخب نيجيريا.
- 27 ذو الحجة:
  - وقوع اشتباكات في مدينة كركوك بالعراق بعد إقرار المجلس الإقليمي إدراج المدينة ضمن استفتاء انفصال كردستان.
- 28 ذو الحجة:
  - زلزالٌ بلغت قُوَّته 7.1 درجات يضرب جنوب مدينة بويبلا جنوب المكسيك، ويتسبب بِمقتل 217 شخصًا على الأقل.

## وفيات
- 14 محرم - فاروق شوشة، شاعر وأديب وإذاعي مصري.
- 26 محرم - شعيب الأرناؤوط، عالم محدث محقق سوري.
- 11 صفر - محمد سرور، داعية إسلامي سوري، يُنَسب إليه التيار السروري.
- 12 صفر - الأمير تركي الثاني بن عبد العزيز آل سعود.
- 6 ربيع الآخر - رفيق سبيعي، ممثل سوري
- 21 جمادى الأولى - عمر عبد الرحمن عالم أزهري، والزعيم الروحي للجماعة الإسلامية في مصر.
- 24 جمادى الأولى - جمال الدين الحارث، معتقل سابق في غانتانامو، وعضو في تنظيم الدولة الإسلامية.
- 9 رجب - الطاهر أحمد مكي، أكاديمي وباحث وناقد ومترجم مصري.
- 7 شعبان - الأمير مشعل بن عبد العزيز آل سعود، رئيس هيئة البيعة السعودية.
- 4 رمضان - تركي البنعلي، قاضي ومنظر شرعي في تنظيم الدولة الإسلامية.
- 7 رمضان - محمد الراوي، عالم دين إسلامي مصري.
- 19 شوال - الأمير عبد الرحمن بن عبد العزيز آل سعود، نائب وزير الدفاع والطيران السابق.